# Гірськолижний спорт на зимових Олімпійських іграх 1948
Змагання з гірськолижного спорту на зимових Олімпійських іграх 1948 тривали з 2 до 5 лютого на горі Піц Наїр у Санкт-Моріці (Швейцарія). Водночас це ще й були змагання 10-го чемпіонату світу з гірськолижного спорту. Порівняно з Іграми 1936 року до програми додали дисципліни швидкісного спуску та слалому.
Героєм турніру став 22-річний француз Анрі Орейє: він виборов золоті медалі у швидкісному спуску та комбінації, а ще посів 3-тє місце в слаломі.
Медалі здобули представники чотирьох країн. Спортсмени Німеччини та Японії на Іграх 1948 року не виступали.

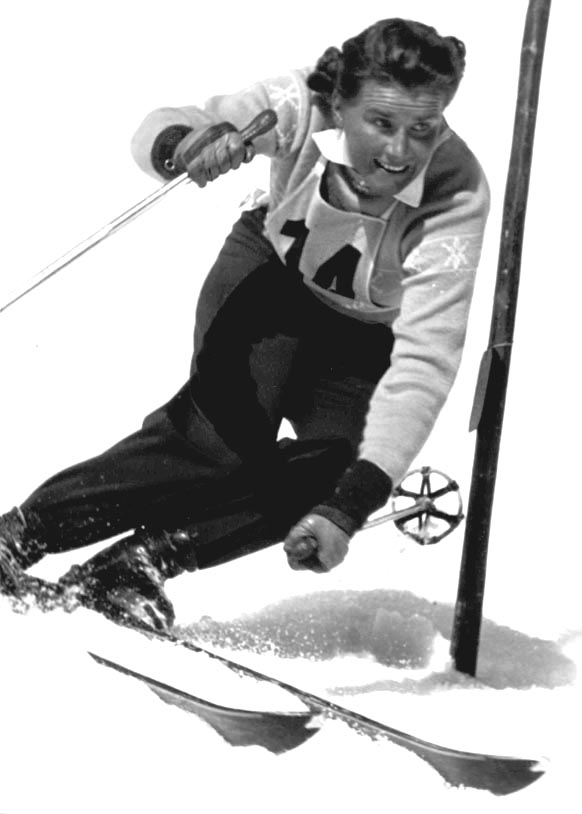
Еріка Марінгер на Іграх 1948 року виборола дві нагороди

## Таблиця медалей
| Місце              | Країна             | Золото | Срібло | Бронза | Загалом |
| ------------------ | ------------------ | ------ | ------ | ------ | ------- |
| 1                  | Швейцарія          | 2      | 2      | 2      | 6       |
| 2                  | Франція            | 2      | 1      | 2      | 5       |
| 3                  | Австрія            | 1      | 2      | 3      | 6       |
| 4                  | США                | 1      | 1      | 0      | 2       |
| Загалом (4 збірні) | Загалом (4 збірні) | 6      | 6      | 7      | 19      |

Джерело:

## Чемпіони та призери

### Чоловіки
| Дисципліна              | Золото                     | Золото | Срібло                   | Срібло | Бронза                                               | Бронза |
| ----------------------- | -------------------------- | ------ | ------------------------ | ------ | ---------------------------------------------------- | ------ |
| Швидкісний спуск        | Анрі Орейє · Франція       | 2:55.0 | Франц Габль · Австрія    | 2:59.1 | Рольф Олінґер · Швейцарія · Карл Молітор · Швейцарія | 3:00.3 |
| Слалом                  | Еді Райнальтер · Швейцарія | 2:10.3 | Джеймс Кутте · Франція   | 2:10.8 | Анрі Орейє · Франція                                 | 2:12.8 |
| Гірськолижна комбінація | Анрі Орейє · Франція       | 3.27   | Карл Молітор · Швейцарія | 6.44   | Джеймс Кутте · Франція                               | 6.95   |

Джерело:

### Жінки
| Дисципліна              | Золото                       | Золото | Срібло                       | Срібло | Бронза                   | Бронза |
| ----------------------- | ---------------------------- | ------ | ---------------------------- | ------ | ------------------------ | ------ |
| Швидкісний спуск        | Геді Шлунеґґер · Швейцарія   | 2:28.3 | Труде Йохум-Байзер · Австрія | 2:29.1 | Резі Гаммерер · Австрія  | 2:30.2 |
| Слалом                  | Ґретхен Фрейзер · США        | 1:57.2 | Антуанетт Маєр · Швейцарія   | 1:57.7 | Еріка Марінгер · Австрія | 1:58.0 |
| Гірськолижна комбінація | Труде Йохум-Байзер · Австрія | 6.58   | Ґретхен Фрейзер · США        | 6.95   | Еріка Марінгер · Австрія | 7.04   |

Джерело:

## Опис траси
| Дата      | Спуск                       | Висота старту | Висота фінішу | Перепад висот | Довжина спуску | Середній нахил |
| --------- | --------------------------- | ------------- | ------------- | ------------- | -------------- | -------------- |
| Пон 2 лют | Швидкісний спуск – чоловіки | 2700 м        | 1870 м        | 830 м         | 3.371 км       | 24,6%          |
| Пон 2 лют | Швидкісний спуск – жінки    | 2394 м        | 1870 м        | 524 м         | 2.135 км       | 24,5%          |
| Чет 5 лют | Слалом – чоловіки           | 2090 м        | 1870 м        | 220 м         |                |                |
| Чет 5 лют | Слалом – жінки              | 2050 м        | 1870 м        | 180 м         |                |                |
| Сер 4 лют | Слалом – (K) – чоловіки     | 2090 м        | 1870 м        | 220 м         |                |                |
| Сер 4 лют | Слалом – (K) – жінки        | 2050 м        | 1870 м        | 220 м         |                |                |

## Країни-учасниці
У змаганнях з гірськолижного спорту на Олімпійських іграх у Санкт-Моріці взяли участь спортсмени 25-ти країн, зокрема й Італії, хоча вона до 1943 року належала до країн Осі; Німеччину та Японію не запрошували.
| - Аргентина - Австрія - Бельгія - Болгарія - Канада | - Чилі - Чехословаччина - Фінляндія - Франція - Велика Британія | - Греція - Угорщина - Ісландія - Італія - Ліван | - Ліхтенштейн - Норвегія - Польща - Румунія - Іспанія | - Швеція - Швейцарія - Туреччина - США - Югославія |